# Васильевские Выселки
Васильевские Выселки — село в Рамонском районе Воронежской области.
Входит в состав Ломовского сельского поселения.

## География
В селе имеется одна улица — Свободненская.

## Население
| 2010 |
| ---- |
| 8    |